# 安德鲁斯 (得克萨斯州)
安德鲁斯（英語：Andrews）位于美国得克萨斯州西部，是安德鲁斯县的县治所在，面积12.4平方公里。根据美国2000年人口普查，共有9,652人，其中白人占75.65%、非裔美国人占2.04%。這個數字於2010年上升至11,088人。安德魯斯縣退伍軍人紀念館位於本城內。美國職業高爾夫球選手查德·坎貝爾生於本城。

## 地理
安德鲁斯的座標為32°19′17″N 102°33′6″W / 32.32139°N 102.55167°W（32.321401,-102.551733）。